# Armani
Armani er et italiensk modetøjsfirma med hovedsæde i Milano. Deres hovedprodukt er designertøj, men de sælger også parfume, kosmetik, ure og møbler bl.a. under mærkerne: Giorgio Armani, Armani Collezioni, Emporio Armani, Armani Jeans, Armani Junior, Armani Exchange A|X, Armani Casa og nogle restauranter og caféer rundt om i verden. Selskabet har 4.700 ansatte og har 56 fabrikker over hele verden. Varerne sælges i 36 lande over hele verden.
Selskabet blev startet i 1975 af den italienske designer Giorgio Armani og hans kompagnon Sergio Galeotti. Armani blev meget succesfulde på deres designertøj til mænd, der lige netop efterspurgte den slags produkter.
1. ↑  Navnet er anført på engelsk og stammer fra Wikidata hvor navnet endnu ikke findes på dansk.